# Thomas Harding (journaliste)
Pour les articles homonymes, voir Harding.
 (janvier 2017).
Thomas Harding (né en 1968, Angleterre) est un écrivain et journaliste britannique.
Il est l'auteur de Hanns and Rudolf et : The German Jew and the Hunt for the Kommandant of Auschwitz, publié par William Heinemann chez Random House en septembre 2013. Le livre relate l'arrestation du directeur de camp d'Auschwitz-Birkenau, Rudolf Höss par son grand oncle, Haans Alexander. Il écrit pour The Guardian, The Sunday Times, The Independent et The Financial Times. Il devient copropriétaire du journal, The Observer, West Virginia. En février 2010, il reçoit le prix du meilleur journaliste de l'année par la  Justice Association of West Virginia. Il devient cofondateur de Oxford Channel.
Il rencontre sa femme Debora Harding, en 1987 avec qui il a deux enfants.

## Sources
- Gag law
- Petitions are public record
- Publisher sues WV Secretary of State
- Shield Law
- Shield Law in WV
- Bike Aid
- Hanns and Rudolf (UK)
- Hanns and Rudolf (US)